# Meuschenia
Meuschenia är ett släkte av fiskar. Meuschenia ingår i familjen filfiskar.
Kladogram enligt Catalogue of Life:
| Meuschenia | \| \| Meuschenia australis \| \| \| \| \| \| Meuschenia flavolineata \| \| \| \| \| \| Meuschenia freycineti \| \| \| \| \| \| Meuschenia galii \| \| \| \| \| \| Meuschenia hippocrepis \| \| \| \| \| \| Meuschenia scaber \| \| \| \| \| \| Meuschenia trachylepis \| \| \| \| \| \| Meuschenia venusta \| \| \| \| |
|            | \| \| Meuschenia australis \| \| \| \| \| \| Meuschenia flavolineata \| \| \| \| \| \| Meuschenia freycineti \| \| \| \| \| \| Meuschenia galii \| \| \| \| \| \| Meuschenia hippocrepis \| \| \| \| \| \| Meuschenia scaber \| \| \| \| \| \| Meuschenia trachylepis \| \| \| \| \| \| Meuschenia venusta \| \| \| \| |
|            | Acanthaluteres |
|            | |
|            | Acreichthys |
|            | |
|            | Aluterus |
|            | |
|            | Amanses |
|            | |
|            | Anacanthus |
|            | |
|            | Brachaluteres |
|            | |
|            | Cantherhines |
|            | |
|            | Cantheschenia |
|            | |
|            | Chaetodermis |
|            | |
|            | Colurodontis |
|            | |
|            | Enigmacanthus |
|            | |
|            | Eubalichthys |
|            | |
|            | Lalmohania |
|            | |
|            | Monacanthus |
|            | |
|            | Nelusetta |
|            | |
|            | Oxymonacanthus |
|            | |
|            | Paraluteres |
|            | |
|            | Paramonacanthus |
|            | |
|            | Pervagor |
|            | |
|            | Pseudalutarius |
|            | |
|            | Pseudomonacanthus |
|            | |
|            | Rudarius |
|            | |
|            | Scobinichthys |
|            | |
|            | Stephanolepis |
|            | |
|            | Thamnaconus |
|            | |
|            | Meuschenia australis |
|            | |
|            | Meuschenia flavolineata |
|            | |
|            | Meuschenia freycineti |
|            | |
|            | Meuschenia galii |
|            | |
|            | Meuschenia hippocrepis |
|            | |
|            | Meuschenia scaber |
|            | |
|            | Meuschenia trachylepis |
|            | |
|            | Meuschenia venusta |
|            | |

|  | Meuschenia australis    |
|  |                         |
|  | Meuschenia flavolineata |
|  |                         |
|  | Meuschenia freycineti   |
|  |                         |
|  | Meuschenia galii        |
|  |                         |
|  | Meuschenia hippocrepis  |
|  |                         |
|  | Meuschenia scaber       |
|  |                         |
|  | Meuschenia trachylepis  |
|  |                         |
|  | Meuschenia venusta      |
|  |                         |